# Metabiantes armatus
Metabiantes armatus – gatunek kosarza z podrzędu Laniatores i rodziny Biantidae.